# وزارة السياحة (لبنان)
وزارة السياحة هي وزارة حكومية لبنان نشأت في الثلاثينيات من القرن العشرين ضمن وزارة الاقتصاد الوطني لخدمة السياحة اللبنانية، حيث اقتصر دورها آنذاك على الرقابة.

## التاريخ
بعد الاستقلال اللبناني تم إنشاء الهيئة العامة للسياحة (CGT) أو (بالفرنسية: Commissariat Général du Tourisme، de l'Estivage et de l'Hivernage)‏ في عام 1948 لمراقبة المهن السياحية وتشجيع السياحة اللبنانية في الخارج.
وفي عام 1959، تم ضم الهيئة العامة للسياحة إلى وزارة الإعلام التي أصبحت وزارة الإعلام والتوجيه والسياحة. الا ان دورها لم يكن فعالاً مع إنشاء المجلس الوطني لانماء السياحة (CNT) أو (بالفرنسية: Conseil National du Tourisme)‏ في عام 1962 والتي اعتبرت جمعية خاصة، حيث قامت بالترويج للسياحة في لبنان بشكل فعال.
أما في عام 1966 أمام التطور العالمي للقطاع السياحي انشئت وزارة السياحة، كما التحقت المديرية العامة للآثار _والتي كانت تشكل جزءً من وزارة التعليم الوطني والفنون الجميلة_ بوزارة السياحة لدى انشائها، لكنها عادت والتحقت مجدداً سنة 1992 بوزارة الثقافة والتعليم العالي.

## الوزير
الوزير الحالي للوزرة هو وليد نصار